# Benthophiloides turcomanus
Benthophiloides turcomanus är en fiskart som först beskrevs av Iljin, 1941.  Benthophiloides turcomanus ingår i släktet Benthophiloides och familjen smörbultsfiskar. Inga underarter finns listade.